# Vahiné Fierro
Vahiné Fierro, född 2 december 1999 i Tahiti, är en fransk surfare.

## Karriär
Fierro tog guld vid juniorvärldsmästerskapen 2018. Hon tog guld i lagtävlingen vid världsspelen 2021. 2022 tog hon brons i lagtävlingen och 2023 och 2024 tog hon silver i lagtävlingen.